# Tomas N’Evergreen
Tomas N’Evergreen (* 11. November 1969 in Aarhus, eigentlich Tomas Christiansen) ist ein dänischer Sänger.

## Auftritte und Erfolge
Vor allem in Osteuropa hatte N’Evergreen Erfolg mit Titeln wie Since You’ve Been Gone oder Everytime (I See You Smile). 2009 trat er bei der russischen Vorentscheidung zum Eurovision Song Contest mit dem Lied One More Try an, schaffte die Qualifikation jedoch nicht.
Beim Dansk Melodi Grand Prix 2010 sang er zusammen mit Christina Chanée das Duett In a Moment like This. Am Ende konnte das Duo den Wettbewerb gewinnen und vertrat Dänemark beim Eurovision Song Contest 2010. Am 27. Mai 2010 traten Chanée und N’Evergreen im zweiten ESC-Halbfinale in Oslo auf und erreichten das zwei Tage später stattfindende Finale. Dort belegten sie den vierten Platz.